# 지식재산의 날
지식재산의 날은 지식재산의 창출·보호 및 활용에 대한 국민의 이해와 관심을 높이기 위하여 2018년 6월 20일에 지정한 대한민국의 기념일로, 매년 9월 4일이다.

## 지정 배경
9월 4일은 우리나라 최초의 금속활자본인 직지심체요절이 유네스코 세계기록유산으로 등재된 날이다.

## 관련법
지식재산기본법 제29조의2 (국가지식재산위원회)

## 같이 보기
- 세계 지적 재산의 날